# Azim Surani
Azim Surani (Kisumu, 1945) es un biólogo del desarrollo, investigador y profesor de la Universidad de Cambridge (Reino Unido).

## Biografía
Surani nació en Kisumu, Kenia, de padres de origen indio, donde creció como parte de un grupo de musulmanes ismaelitas. Se licenció en la Universidad de Plymouth y obtuvo un máster en Bioquímica en la Universidad de Strathclyde, en Glasgow. Después trabajó con Alexander Psychoyos en el Instituto Nacional de Investigación en Salud y Medicina francés (INSERM) de París antes de unirse a Robert Edwards en la Universidad de Cambridge como becario del MRC en 1972, y donde también trabajó con Patrick Steptoe y se interesó por el desarrollo embrionario temprano. Surani se doctoró en la Universidad de Cambridge en 1975. El primer laboratorio bajo su responsabilidad se inauguró en 1979 en el Babraham Institute de esa ciudad. En 1991 se le concedió una cátedra, también en la Universidad de Cambridge.
Surani está considerado como uno de los principales investigadores en el campo de la epigenética. Ha contribuido especialmente al estudio de la embriogénesis en mamíferos. Se le considera el descubridor de la impronta genómica (1984) La biología de las células germinales y las células madre se encuentran entre sus áreas de investigación recientes.

## Reconocimientos y premios
- 1990 Fellow de la Royal Society[4]
- 1994 Miembro de la Academia Europaea[5]
- 2001 Medalla Gabor de la Royal Society[4]
- 2007 Premio Rosenstiel[6]
- 2010 Medalla Real de la Royal Society[4]
- 2018 Premio Internacional Canadá Gairdner